# Capela do Rato
A Capela do Rato é a designação por que é vulgarmente conhecida a Capela de Nossa Senhora da Bonança, mais tarde Capela de Nossa Senhora da Conceição, situada na Calçada Bento da Rocha Cabral, em Lisboa.

## História
A capela foi mandada construir pelo Marquês de Viana, em 1839, como capela privativa do Palácio dos Marqueses da Praia, António Borges de Medeiros Dias da Câmara e Sousa e Maria José Coutinho Maldonado de Albergaria Freire, por eles adquirido, num espaço adjacente ao palácio, comprado à Fábrica da Louça.
O projecto é do arquitecto Manuel Joaquim de Sousa. Os estuques, datados de 1864, são de Rodrigues Pita. A capela foi doada ao Patriarcado de Lisboa após a sua morte da condessa de Cuba, Maria Francisca Borges de Medeiros Dias da Câmara, filha dos Marqueses da Praia e Monforte, casada com o conde de Cuba, Alexandre Domingos Henriques Pereira de Faria Saldanha Vasconcelos e Lancastre.
Em 30 de dezembro de 1972 ocorreu na capela uma vigília de oposição à guerra colonial e ao Estado Novo por parte de católicos portugueses. No dia seguinte, a polícia de choque invadiu o edifício e deteve cerca de 50 pessoas. A 14 de dezembro de 2022, a Comunidade da Capela do Rato, que organizou esta vigília, foi agraciada com o grau de Membro-Honorário da Ordem da Liberdade.